# Iwan Bolszakow
Iwan Grigorjewicz Bolszakow (ros. Иван Григорьевич Большако́в, ur. 10 października 1902 w guberni tulskiej, zm. 19 marca 1980 w Moskwie) – radziecki działacz partyjny i państwowy, minister kinematografii ZSRR (1946-1953), I zastępca ministra kultury ZSRR (1953-1954).
Od 1916 operator maszyn w Tulskiej Fabryce Broni, 1924-1927 instruktor rejonowego komitetu związku zawodowego metalowców, 1927-1928 sekretarz odpowiedzialny Centralnego Biura Proletariackich Studentów Wszechzwiązkowej Rady Związków Zawodowych, 1928 ukończył studia na uniwersytecie im. Plechanowa, a 1931 Instytut Czerwonej Profesury. 1931-1937 konsultant Wydziału Zarządzania Rady Komisarzy Ludowych ZSRR, 1937-1938 zastępca kierownika tego Wydziału, 1939-1946 przewodniczący Komitetu ds. Kinematografii przy Radzie Komisarzy Ludowych ZSRR. 20 III 1946 - 15 III 1953 minister kinematografii ZSRR, 1953-1954 I zastępca ministra kultury ZSRR, 1954-1959 zastępca ministra handlu zagranicznego ZSRR. 1960-1963 zastępca przewodniczącego Państwowego Komitetu Rady Ministrów ZSRR ds. Kulturalnego Kontaktu z Zagranicą. Deputowany do Rady Najwyższej ZSRR 1 kadencji.

## Odznaczenia
- Order Lenina (dwukrotnie)
- Order Czerwonego Sztandaru Pracy
- Order „Znak Honoru” (dwukrotnie)
- Medal „Za ofiarną pracę w Wielkiej Wojnie Ojczyźnianej 1941–1945”
- Medal „W upamiętnieniu 800-lecia Moskwy”